# Sydamerikanska mästerskapet i basket 1932
Sydamerikanska mästerskapet i basket 1932 spelades i Santiago de Chile, Chile och vanns av Uruguay.

## Slutställning
1. Uruguay
2. Chile
3. Argentina

## Resultat

### Inledande omgång
Alla lag mötte varandra två gånger, och spelade totalt fyra matcher. De två bästa gick till final.
| Placering | Lag       | Vinst | Förlust | Gjorda poäng | Insläppta poäng | Poängskillnad |
| --------- | --------- | ----- | ------- | ------------ | --------------- | ------------- |
| 1         | Uruguay   | 3     | 1       | 83           | 71              | +12           |
| 2         | Chile     | 3     | 1       | 81           | 77              | +4            |
| 3         | Argentina | 0     | 4       | 81           | 97              | -16           |

| Uruguay   | 21 - 19 | Chile     |
| Chile     | 14 - 13 | Uruguay   |
| Uruguay   | 31 - 25 | Argentina |
| Argentina | 13 - 18 | Uruguay   |
| Chile     | 27 - 24 | Argentina |
| Argentina | 19 - 21 | Chile     |

Uruguays förlust mot Chile var första gången laget förlorade; trots detta slutade man etta.

### Final
| Uruguay | 42 - 28 | Chile |

Uruguay vinnare av finalen, och tog sitt andra sydamerikanska mästerskap.